# Merit Motor Company
Merit Motor Company war ein US-amerikanischer Hersteller von Automobilen. Eine andere Quelle verwendet die Firmierung Merit Motor Car Company.

## Unternehmensgeschichte
Das Unternehmen wurde 1920 in Cleveland in Ohio gegründet. Beteiligt waren Henry J. Berger, der ein Kaufhaus besaß, sein Bruder William Berger, der Apotheker Bert J. Landefeld sowie dessen Bruder Al Landefeld, der als Verkaufsmanager für das Unternehmen tätig war. Sie begannen 1921 mit der Produktion von Automobilen. Der Markenname lautete Merit. Das erste Fahrzeug sollte eigentlich auf der New York Automobile Show im Januar 1921 präsentiert werden. Allerdings brannte dieses Fahrzeug ab, als versucht wurde, die Trocknung des Lacks durch einen Heizer zu beschleunigen. So wurde das erste Fahrzeug etwas später  auf der Cleveland Automobile Show gezeigt. Das Fahrzeug wurde gelobt. Allerdings gab es zu der Zeit eine Wirtschaftskrise in den USA.
1922 endete die Produktion. Im ersten Jahr entstanden 67 Fahrzeuge und im zweiten 82. In der Summe sind das 149 Fahrzeuge. Die letzten Fahrzeuge wurden Anfang 1923 als Modelljahr 1923 verkauft.

## Fahrzeuge
Im ersten Jahr gab es das Model B. Es hatte einen Vierzylindermotor von Walker. Das Fahrgestell hatte 328 cm Radstand. Zur Wahl standen ein Coupé mit zwei Sitzen und ein Tourenwagen mit vier Sitzen. Der Neupreis betrug jeweils 2245 US-Dollar.
1922 folgte das Model B-C. Der Sechszylindermotor kam nun von der Continental Motors Company. 82,55 mm Bohrung und 114,3 mm Hub ergaben 3670 cm³ Hubraum. Der Motor war mit 25,35 PS angegeben. Der Radstand betrug nun nur noch 302 cm. Das Coupé wurde übernommen. Der Tourenwagen war nun fünfsitzig. Dazu kam ein zweisitziger Roadster. Die Fahrzeuge kosteten anfangs 1985 Dollar. Die Preise konnten im März 1922 auf 1895 Dollar gesenkt werden.

## Modellübersicht
| Jahr | Modell    | Zylinder | Leistung (PS) | Radstand (cm) | Aufbau                                                  |
| ---- | --------- | -------- | ------------- | ------------- | ------------------------------------------------------- |
| 1921 | Model B   | 6        |               | 328           | Coupé 2-sitzig, Tourenwagen 4-sitzig                    |
| 1922 | Model B-C | 6        | 25,35         | 302           | Coupé 2-sitzig, Tourenwagen 5-sitzig, Roadster 2-sitzig |